# Абсорбциометр
Абсорбциометр — изобретённый в XIX веке немецким химиком Робертом Вильгельмом Бунзеном, измерительный прибор служащий для определения коэффициентов растворения газов в жидкостях.
Главные части абсорбциометра составляют (см. рисунок): измерительная трубка с, железная подставка f и открытый с обоих концов стеклянный цилиндр g. Трубка с разделена на мм; на конце её прикреплена мастикою винтовая нарезка b с гайкой а (фиг. 2), поверхность которой, обращённая к трубке, покрыта каучуком. Это даёт возможность, ввинчивая гайку а, герметически укупорить трубку с. На гайке а находятся выступы с, которым соответствуют вырезы в подставке f. Цилиндр g (фиг. 1) при опыте наполняется водой и служит для поддержания определённой температуры в трубке с, что указывается термометром k.
Цилиндр g прижимается сверху к подставке f кольцом h при помощи винтов i; для герметичности на поверхность подставки f кладётся каучуковое кольцо. Сверху цилиндр g плотно закрывается крышкой р, причём последняя нажимает на измерительную трубку с. При собранном приборе опыт производится таким образом. Наполнив обычным способом трубку с данным газом и измерив его объём, температуру и давление, вводят в неё определённый объём исследуемой жидкости (лишённой воздуха), завинчивают гайку а и вставляют в подставку f. Затем укрепляют цилиндр g, наливают в него немного ртути, потом доверху воды, закрывают крышку p и встряхивают весь прибор несколько раз для насыщения взятой жидкости газом. После этого, открыв крышку р, вывинчивают немного трубку с, при чём ртуть из цилиндра g входит в трубку вследствие уменьшения давления газа; трубку с опять завинчивают и прибор взбалтывают, повторяя это до тех пор, пока уровень ртути в трубке с не перестанет изменяться. Определив высоту уровня ртути в трубке с и в цилиндре g, высоту столба воды, её температуру и высоту барометра, получают все данные для расчёта поглощённого количества газа. Трубка rr с воронкой и краном, соединяющаяся с подставкой f, даёт возможность приливать ртуть в прибор или выпускать её из прибора.